# Omega coenobiticum
Omega coenobiticum är en svampart som beskrevs av B. Sutton & Minter 1988. Omega coenobiticum ingår i släktet Omega, divisionen sporsäcksvampar och riket svampar.   Inga underarter finns listade i Catalogue of Life.